# راستوپولوفکا
راستوپولوفکا (روسی: Растопуловка؛ IPA: [rəstɐˈpuɫəfkə]) یک منطقهٔ مسکونی در روسیه است که در استان آستراخان واقع شده‌است.